# Distretto di Santa Rosa (San Martín)
Il distretto di Santa Rosa è uno dei cinque  distretti della provincia di El Dorado, in Perù. Si trova nella regione di San Martín e si estende su una superficie di 243,41 chilometri quadrati.

Istituito il 6 aprile 1962, ha per capitale la città di Santa Rosa; al censimento 2005 contava 5.606 abitanti.